# 通用词
《通用词》（Słowo Powszechne）是波蘭的一份天主教雜誌，於1947年到1997年出版，現已停刊。
雜誌創辦於1947年，由親政府組織PAX协会的波列斯瓦夫·皮亞塞基創立。
前波蘭總統科莫罗夫斯基在1977年至1980年曾經擔任雜誌的編者。

## 外部連結
- 雜誌網址